# BRDM-1

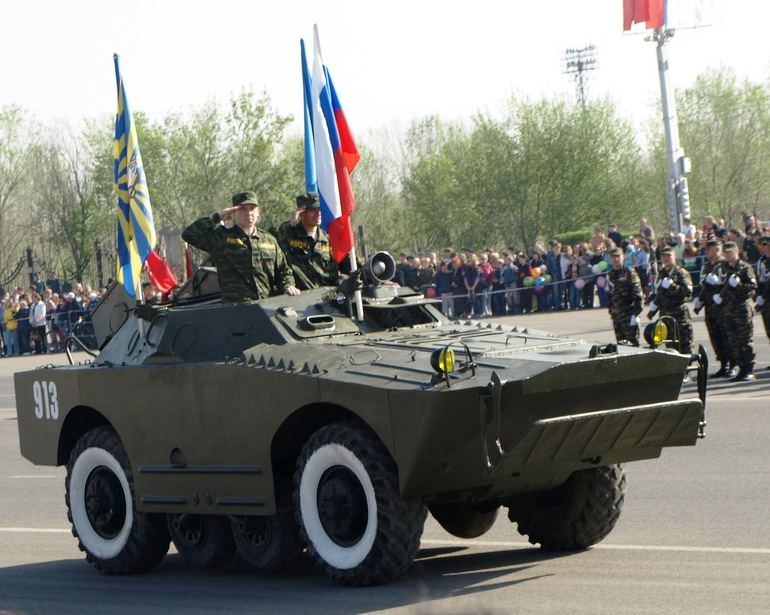
Vehículo BDRM-1 en un desfile militar en Rusia.

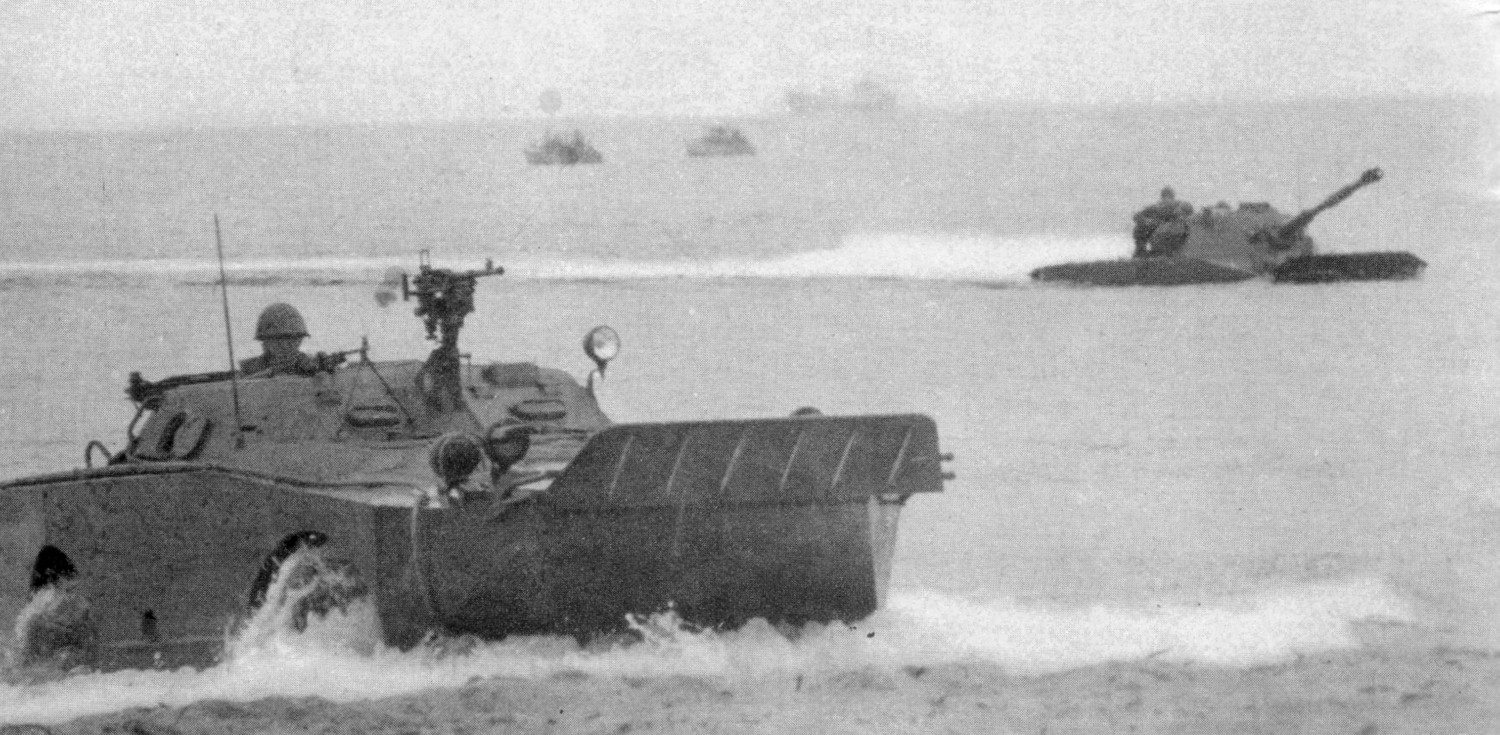
Desembarco de vehículos anfibios BRDM-1 y PT-76.

El BRDM-1 es un vehículo blindado de combate anfibio fabricado por la Unión Soviética. El BRDM-1 fue ampliamente utilizado en numerosos conflictos armados en varios países, como la guerra de Vietnam, la guerra de los Seis Días de 1967 y la guerra de Yom Kipur de 1973.

## Introducción
La Unión Soviética utilizó el BRDM-1 hasta finales de la década de 1960 y posteriormente fue reemplazado por el BRDM-2. Se estima que actualmente hay alrededor de 600 unidades BRDM-1 que todavía se encuentran en condiciones operativas y son utilizadas por varios países de Asia y África.

## Historia
Después de la Segunda Guerra Mundial, la Unión Soviética desarrolló el vehículo BTR-40, que además de funcionar como un transporte blindado de personal (TBP) también se utilizó como un vehículo de reconocimiento blindado. Sin embargo, más tarde se descubrió que el BTR-40 no tenía capacidades anfibias y sus capacidades como vehículo todoterreno no eran óptimas. Posteriormente, la Unión Soviética desarrolló una variante del BTR-40 que tenía capacidades anfibias y era más funcional como vehículo de reconocimiento. El resultado de este desarrollo fue el vehículo de reconocimiento BRDM-1, cuya producción comenzó en 1957, del BRDM-1 se ha fabricado más de 10 000 unidades en diversas variantes y ha sido utilizado por más de 40 países. Indonesia ha sido uno de los países que han utilizado el BRDM-1. Las Fuerzas Armadas de Indonesia habían operado este vehículo en la década de 1960. La variante básica del BRDM-1 es un vehículo de reconocimiento blindado tripulado por tres o cuatro hombres y armado con una ametralladora ligera de 7.62 mm. La variante de reconocimiento blindado del BRDM-1 estaba armada con una ametralladora pesada DShK de calibre 12.7 mm, o incluso con una ametralladora pesada KPV de calibre 14.5 mm. Además de la variante de reconocimiento blindado, el BRDM-1 también se fabricó en una variante de reconocimiento blindado preparado para una guerra nuclear, y se ha fabricado una variante de vehículo cazacarros. La variante de vehículo cazacarros del BRDM-1, está armada con misiles antitanque guiados AT-1 Snapper, AT-2 Swatter y AT-3 Sagger. El BRDM-1 está equipado con cuatro ruedas adicionales que pueden subir y bajar. El propósito de las cuatro ruedas adicionales es mejorar el rendimiento del tanque al moverse sobre el terreno. El BRDM-1 está diseñado con varias versiones, existe desde la versión estándar hasta la versión avanzada que puede llevar de 3 a 6 misiles antitanque 'Sagger'. La versión indonesia del BRDM-1 es la versión estándar, está diseñada para ser armada con una ametralladora de calibre medio de 7.62 mm o una ametralladora pesada Dshk de 12.7 mm. En general, la versión BRDM-1 incluye el vehículo de mando y control, el vehículo de reconocimiento blindado y guerra NBQR (nuclear, biológica, química y radiológica) y el BRDM-1 de la variante anticarro está armado con misiles antitanque "Sagger". El BRDM-1 está tripulado por cuatro personas (conductor, copiloto, artillero y comandante). Para poder moverse en el agua, el vehículo está equipado con una hélice propulsora. El vehículo utiliza un motor GAZ-40PB de 6 cilindros que funciona con gasolina. El motor está ubicado en la parte delantera del vehículo.

## Usuarios

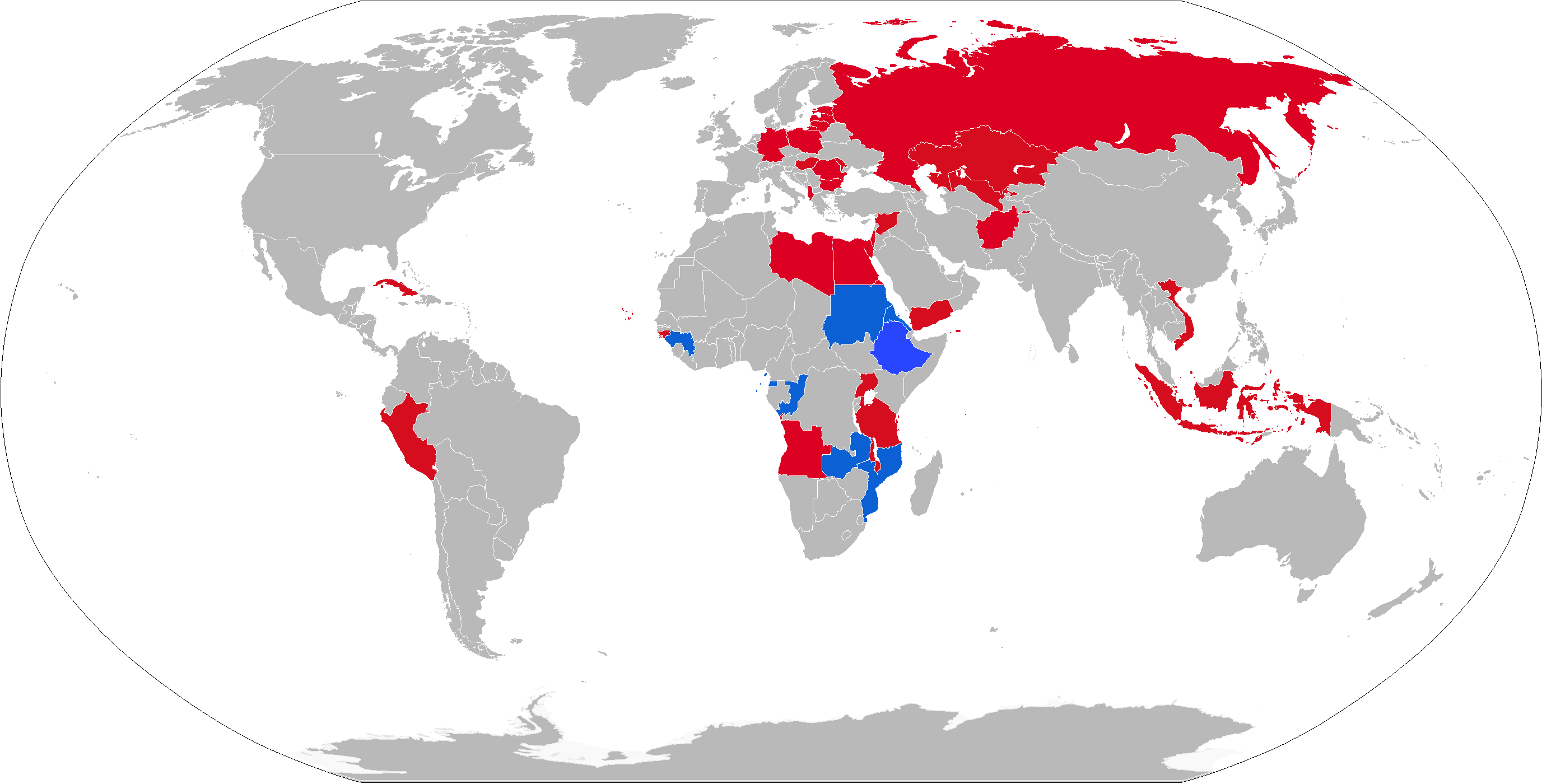
Mapa de países usuarios del BRDM-1.
En azul son los actuales usuarios.

- Eritrea
- Etiopía
- Guinea
- Mozambique
- Congo
- Sudán
- Transnistria
- Zambia